# Dyckia brevifolia
Dyckia piña (Dyckia brevifolia) es una especie de planta de la familia de las bromeliáceas. Es oriunda del sur de Brasil desde Paraná hasta Santa Catarina.

## Descripción
Forma rosetas abiertas rígidas de hojas triangulares estrechas de hasta 20 cm de largo. En primavera muestra espigas de flores amarillo vivo en tallos de hasta 45 cm de alto.

## Cultivares
- Dyckia 'Lad Cutak'
- Dyckia 'Naked Lady'
- Dyckia 'Vista'
- Dyckia 'Yellow Glow'

## Sinonimia
- Dyckia sulphurea K.Koch, Index Seminum (B) 1873(App. 4): 3 (1873).
- Dyckia gemellaria Baker ex Mez in C.F.P.von Martius & auct. suc. (eds.), Fl. Bras. 3(3): 494 (1894).[1]